# Kajiwara Hisako
Kajiwara Hisako (japonés 梶原 緋佐子, Shimogyō-ku (Kioto),  22 de diciembre de 1896 - 3 de enero de 1988) fue una pintora japonesa de estilo Nihonga durante los períodos Taishō y Shōwa.

## Trayectoria
Segunda hija del fabricante de sake Kajiwara Isaburō (梶原伊三郎).
Estudió en la Segunda Escuela Secundaria para Niñas de la Prefectura de Kioto (actualmente Escuela Secundaria Suzaku de la Prefectura de Kioto), donde comenzó su formación con Chigusa Soun, conocido artista de kachō-ga (pintura de flores y pájaros) y que le presentó a Kikuchi Keigetsu, artista nihonga formado en Europa.
Debutó en 1918 en la Sociedad Kokuga de Kioto con una pintura de corte realista por la que recibió una mención de honor.
En sus inicios como miembro de la escuela humanista (jinsei-ha), rompió con los estándares del género tradicional mostrando imágenes más acordes con la inclusión y el realismo de la feminidad, lo que propició que la criticasen por su realismo "sombrío".
Tras el fallecimiento de su padre, cambió su estilo a uno más acorde con lo demandado socialmente de belleza ideal para poder afrontar sus gastos económicos.Tras la muerte de Uemura Shōen, pasó a ser la representante de la tradición de las pinturas de mujeres hermosas bijin-ga en Kioto, predominando en su pintura los temas de maiko y geishas.
Fue contratada como profesora de pintura japonesa en el Colegio de Mujeres de la Prefectura de Osaka y comenzaron sus viajes a Corea (1930), China y Europa (1943). Fue nombrada miembro del Consejo de Nitten en 1943. En 1951 fue designada Persona de Mérito Cultural en la ciudad de Kioto. En 1954 se conmemoraron los 60 años de su carrera pictórica con la "Exposición Hisako Kajiwara".
En sus últimos años de actividad regresó a su estilo inicial realista sobre la vida de las mujeres en Japón.

## Obra
Colección del Museo Nacional de Arte Moderno de Kioto:
- “El negocio de las flechas” (矢場 Yaba ), 1926
- Dibujo preliminar de “Evening Coolness” (晩涼下図 Banryō Shitazu ), 1947
- “Cabo Zampa” (残波岬 Zampa misaki ), 1978

Colección Pasamar-Onila del Museo de Zaragoza:
- "Maiko de Kioto" Xilografía japonesa, Tokio (Japón) h. 1950.[3]